# Dawson (cráter)

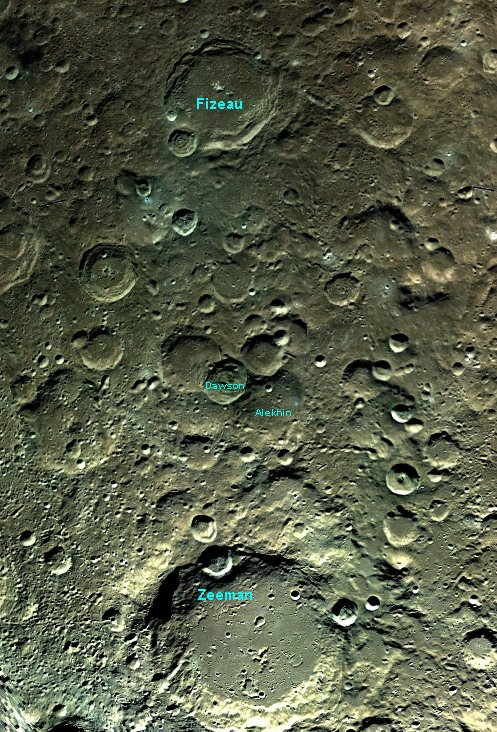
Localización de Dawson. Captura de pantalla del software de World Wind 1.4

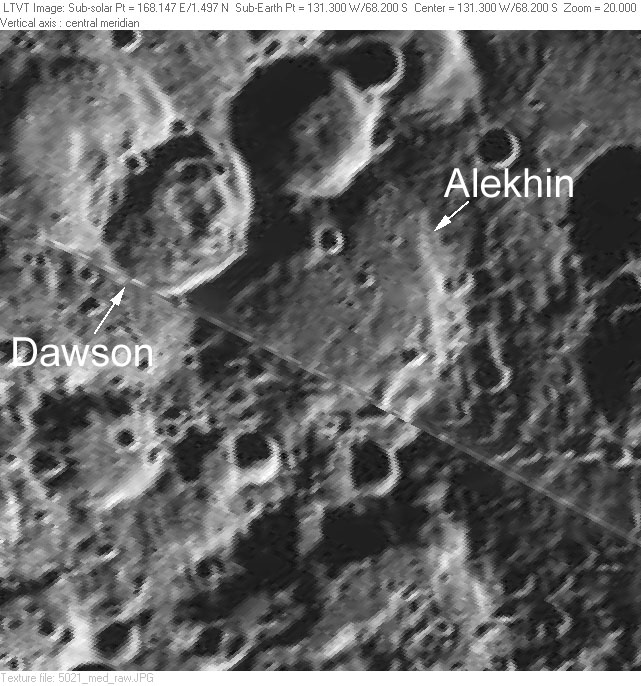
Vista de la misión Lunar Orbiter 5.

Dawson es un cráter lunar de impacto situado en el hemisferio sur de la cara oculta de la Luna. Yace sobre un triplete de cráteres: la pared al sudeste invade al cráter Alekhin, la pared al noroeste también invade al mayor cráter satélite Dawson V y la pared al noreste está en contacto con el cráter de tamaño similar Dawson D. Al sur de esta formación está el cráter de mayor tamaño Zeeman. Al oeste de Dawson está el cráter Crommelin y al norte yace Fizeau.
Dawson es una formación relativamente joven que está en medio de una zona de antiguos y muy erosionados cráteres. La cornisa exterior es casi circular, levemente distorsionada por los cráteres que superpone. La cornisa oeste está levemente aplanada donde se superpone con Dawson V. La formación del cráter muestra poca erosión. El interior es irregular con algunos pequeños terraplenes en partes de la pared interna.

## Cráteres satélite
Por convención estos elementos son identificados en los mapas lunares poniendo la letra en el lado del punto medio del cráter que está más cerca de Dawson.
|        | \| Dawson \| Coordenadas \| Diámetro \| \| ------ \| -------------------------------- \| -------- \| \| D \| 66°36′S 131°42′O / -66.6, -131.7 \| 39 km \| \| V \| 66°36′S 137°00′O / -66.6, -137.0 \| 58 km \| |          |
| Dawson | Coordenadas | Diámetro |
| D      | 66°36′S 131°42′O / -66.6, -131.7 | 39 km    |
| V      | 66°36′S 137°00′O / -66.6, -137.0 | 58 km    |